# Saudi Vision 2030
Visão 2030 da Arábia Saudita ( em árabe: رؤية السعودية 2030) é uma estrutura estratégica para reduzir a dependência da Arábia Saudita em petróleo, diversificar sua economia e desenvolver setores de serviços públicos, como saúde, educação, infraestrutura, recreação e turismo. Os principais objetivos estratégicos incluem o fortalecimento das atividades econômicas e de investimento, o aumento do comércio não petrolífero entre países e a promoção de uma imagem mais leve e secular do Reino. Também consiste em aumentar os gastos do governo nas forças armadas, além de fabricar equipamentos e munições. Apesar do plano não eliminar completamente a dependência do país em relação ao petróleo, a “Visão 2030” abre diversos potenciais investimentos internacionais na Arábia Saudita, em setores pouco explorados pelo governo, como mineração, logística, indústria bélica e turismo religioso.
Os primeiros detalhes foram anunciados em 25 de abril de 2016 pelo príncipe herdeiro Mohammad bin Salman. O Conselho de Ministros encarregou o Conselho de Assuntos Econômicos e de Desenvolvimento (CEDA) de identificar e monitorar os mecanismos e medidas cruciais para a implementação da "Visão 2030 da Arábia Saudita". A “Visão 2030” planeja equilibrar as contas para os próximos anos e realizar uma mudança estrutural complexa e cautelosa.

## Descrição
O petróleo compreende 30 a 40% do PIB real da Arábia Saudita, sem incluir a proporção da economia que também depende da distribuição de petróleo. Diminuir essa dependência dos recursos petrolíferos tem sido um dos objetivos do governo desde a década de 1970. No entanto, a implementação desse objetivo tem sido bastante instável e amplamente dependente dos preços do petróleo. A principal prioridade é poder desenvolver mais fontes alternativas de receita para o governo, como impostos, taxas e renda do fundo soberano. Outro aspecto importante é diminuir a dependência dos cidadãos do país aos gastos públicos, como gastos com subsídios, salários mais altos e aumentar a parcela da economia contribuída pelo setor privado para oferecer mais oportunidades de emprego e crescimento do PIB . Os objetivos da visão saudita 2030 podem ser comparados com outros planos de desenvolvimento no Oriente Médio; veja, por exemplo, a Visão do Kuwait 2035, a Visão dos Emirados Árabes Unidos, e a Visão Nacional do Catar 2030.
A visão tem três pilares principais: o status do país como o "coração dos mundos árabe e islâmico"; a determinação de se tornar uma potência global de investimento; e, finalmente, transformar a localização do país em um hub que liga os 3 continentes (Ásia, Europa, África).
O plano é supervisionado por um grupo de pessoas empregadas no Centro Nacional de Medição de Desempenho, na Unidade de Entrega e no Escritório de Gerenciamento de Projetos do Conselho de Assuntos Econômicos e de Desenvolvimento. O Programa Nacional de Transformação foi projetado e lançado em 2016 em 24 órgãos governamentais para aprimorar o centro econômico e de desenvolvimento.
A Visão 2030 da Arábia Saudita estabelece metas para diversificação e melhoria da competitividade. Ele é construído em torno de três temas principais que estabelecem objetivos específicos a serem alcançados até o ano 2030.
1. Uma sociedade vibrante: urbanismo, cultura e entretenimento, esportes, Umrah, patrimônio da UNESCO, expectativa de vida.
2. Uma economia próspera: emprego, mulheres na força de trabalho, competitividade internacional, Fundo de Investimento Público, investimento estrangeiro direto, setor privado, exportações não petrolíferas.
3. Uma nação ambiciosa: receitas não petrolíferas, eficácia do governo e governo eletrônico, poupança e renda das famílias, organizações sem fins lucrativos e voluntariado.